# Tudora, Ștefan Vodă
Tudora este un sat în raionul Ștefan Vodă din Republica Moldova, situată pe malul drept al fluviului Nistru.

## Geografie
În partea de nord a satului este amplasată Râpa de Piatră, o arie protejată din categoria monumentelor naturii de tip geologic sau paleontologic.

## Demografie

### Structura etnică
Structura etnică a localității conform recensământului populației din 2004:
| Grup etnic                                               | Populație | % Procentaj  |
| -------------------------------------------------------- | --------- | ------------ |
| Băștinași declarați Moldoveni Băștinași declarați Români | 2023 8    | 95,11% 0,38% |
| Ucraineni                                                | 46        | 2,16%        |
| Ruși                                                     | 31        | 1,46%        |
| Găgăuzi                                                  | 5         | 0,24%        |
| Bulgari                                                  | 3         | 0,14%        |
| Țigani                                                   | 3         | 0,14%        |
| Alții                                                    | 8         | 0,38%        |
| Total                                                    | 2127      |              |

## Administrație și politică
Componența Consiliului local Tudora (11 consilieri), ales la 5 noiembrie 2023, este următoarea:
|  | Partid                                       | Consilieri | Componență | Componență | Componență | Componență |
|  | -------------------------------------------- | ---------- | ---------- | ---------- | ---------- | ---------- |
|  | Liga Orașelor și Comunelor                   | 4          |            |            |            |            |
|  | Partidul Socialiștilor din Republica Moldova | 3          |            |            |            |            |
|  | Partidul Acțiune și Solidaritate             | 3          |            |            |            |            |
|  | Partidul Social Democrat European            | 1          |            |            |            |            |